# Gadziogłówka żółtonoga
Gadziogłówka żółtonoga (Stylurus flavipes) – gatunek ważki różnoskrzydłej z rodziny gadziogłówkowatych (Gomphidae). Występuje od Europy Zachodniej po Iran, Kazachstan i rejon Amuru na Syberii. W Polsce jest gatunkiem chronionym, rzadko spotykanym. 
Ubarwienie żółto-czarne. Rozpiętość skrzydeł wynosi około 70 mm, a długość ciała około 55 mm. Skrzydła przejrzyste, czarno użyłkowane. Koniec odwłoku jest rozszerzony. Od gadziogłówki pospolitej (Gomphus vulgatissimus) różni się żółtymi paskami na nogach (stąd polska nazwa).
Gadziogłówka żółtonoga występuje w pobliżu dużych, nizinnych rzek. W Polsce imagines latają od maja do sierpnia.
Na terenie Polski gatunek ten jest objęty częściową ochroną gatunkową, a dawniej objęty był ochroną ścisłą.